# Srae Ambel
Srae Ambel là một huyện ở tỉnh Koh Kong, tây nam Campuchia.

## Các đơn vị trực thuộc
| Srae Ambel    | |
| Khum (Xã)     | Phum (Làng) |
| Boeng Preav   | Ou Chrov, Boeng Preav, Chrouy, Phlaong, Sala Mneang, Steung Chhay, Tuek Paong                                    |
| Chi Kha Kraom | An Chh'aeut, Chambak, Khsach Kraham, Nea Pisei, Ta Baen, Preak Cheak                                             |
| Chi Kha Leu   | Chhuk, Chi Kha, Ta Ni, Trapeang Kandaol                                                                          |
| Chrouy Svay   | Chrouy Svay Khang Leu, Nesat, Kampong Sdam, Saray, Phnum Sralau, Chheu Neang, Chrouy Svay Khang Kaeut, Kaev Phos |
| Dang Peaeng   | Ban Tiet, Dang Peaeng, Prang, Preah Angk Kaev, Thorng                                                            |
| Srae Ambel    | Chamkar Kraom, Khlong, Srae Ambel, Trapeang, Treak, Veal Cheung, Veal Tboung                                     |